# Dieta de la Roncaglia
Dieta de la Roncaglia din anul 1158 este una din cele mai importante dar în această localitate au avut loc, cu alte ocazii, alte diete. 
Dieta de la Roncaglia s-a ținut în anul 1158 lângă Piacenza, ea fiind o adunare generală a nobililor și clericilor din Sfântul Imperiu Roman și reprezentanții fiecăreia dintre cele 14 orașe care compuneau Liga Lombardă. 
Întrunirea a urmat unei serii de raiduri întreprinse de trupele împăratului Frederic I Barbarossa pe teritoriul Italiei, care au condus la supunerea orașului Milano. Împăratul intenționa să își stabilească drepturile de suveran feudal în fața crescândei independențe a orașelor comerciale, care obținuseră charte de privilegii municipale în perioada anterioară, pe fondul disputelor dintre Papalitate și Imperiu.
Decizia asupra respectivelor drepturi a căzut în sarcina a patru juriști din Bologna, gazda marii școli de drept fondate în 1088. Hotărârea luată de juriști i-a dat câștig de cauză împăratului, apreciind că guvernarea imperială ținea de dreptul divin. Ca urmare, drepturile imperiale au fost restaurate, așa cum fuseseră ele stabilite de pe vremea împăratului Otto I. De asemenea, juriștii au stabilit taxele, impozitele și scutirile de diferite feluri care însoțeau activitatea comercială.
Orașele din Liga Lombardă nu au acceptat verdictul de la Roncaglia și au amenințat cu starea de război. Într-o primă fază, forțele imperiale au fost superioare, iar ca rezultat orașul Milano a fost distrus până în temelii în anul 1162. Însă celelalte orașe au înțeles nevoia de a încheia o alianță practică post destructionem Mediolani ("după distrugerea Milanului"). Bătălia decisivă a avut loc la Legnano în 1176, Frederic Barbarossa fiind înfrânt, drept pentru care a fost nevoit în final să renunțe la drepturile sale de suveranitate asupra comunelor din Italia de nord.